# Morganiella fusca
Morganiella fusca är en tvåvingeart som beskrevs av Tonnoir och Edwards 1927. Morganiella fusca ingår i släktet Morganiella och familjen svampmyggor. Inga underarter finns listade i Catalogue of Life.